# 钦州东站
钦州东站是钦北铁路与钦北高速铁路上的一座客运站，目前车站途径有发往南宁站、桂林站、广州南站和北海站等车站的动车组列车。于2014年1月18日竣工投产运营。